# Joaddan
Joaddan (Hebreeuws: עברית) is een meisjesnaam van Hebreeuwse oorsprong en een persoon uit de Hebreeuwse Bijbel. Ze was de moeder van Amasja, de koning van Juda.

## Verwijzingen
In de Tenach wordt er twee keer verwezen naar Joaddan:

Vijf en twintig jaren was hij oud, toen hij koning werd, en regeerde negen en twintig jaren te Jeruzalem; en de naam [van zijn] moeder was Joaddan van Jeruzalem. — 2 Koningen 14:2

[Amasja], vijf en twintig jaren oud, werd koning, en regeerde negen en twintig jaren te Jeruzalem; en de naam [van zijn] moeder was Joaddan, van Jeruzalem. — 2 Kronieken 25:1

## Betekenis
De naam Joaddan betekent God is gelukzaligheid, maar kan ook geïnterpreteerd worden als "De Heer geeft de aarde water".